# Nanaloricida
Nanaloricida é uma ordem de pequenos animais marinhos do filo Loricifera.

## Famílias
- Nanaloricidae Kristensen, 1983
- Pliciloricidae Higgins e Kristensen, 1986